# 盤鱉屬
盤鱉屬（Cyclanorbis）是鱉科下的一個屬。

## 種
盤鱉屬下现存兩個種：
- 努比亚盘鳖（Cyclanorbis elegans）
- 塞内加尔盘鳖（Cyclanorbis senegalensis）

Cyclanorbis turkanensis仅发现于肯尼亚的上新世地层。